# 1896 في الجزائر
الأحداث من عام 1896 في الجزائر.

## الحكم
- .الإحتلال الفرنسي

## المواليد
- 24 يونيو – محمد راسم – رسام جزائري تخصص في المنمنمات، وهو من أوائل الرسامين الجزائريين. (ت. 30 مارس 1975) (78 سنة)

## الوفيات
- لعلى بن بوبكر بن النعيمي – من زعماء اولاد سيدي الشيخ الشرقيين وأحد قواد ثورتها ضد الاستعمار الفرنسي. (ولد 1820، الأبيض سيدي الشيخ (ولاية البيض))
- 17 يوليو – رينيليارفوني – كان رئيس وزراء مدغشقر منذ عام 1864م حتى عام 1895م – (ولد 30 من يناير 1828م) (68 سنة)